# Supercoupe arabe de football
La Supercoupe arabe est une ancienne compétition de football, créée en 1990 et disparue en 2001 qui opposait, sous forme d'une mini-coupe, les clubs ayant atteint les finales de la Coupe arabe des clubs champions et de la Coupe arabe des vainqueurs de coupe.
Le Wydad AC est le 1er club vainqueur dans l'histoire de cette compétition, tandis que Al-Hilal FC est le dernier tenant du titre. Al Ahly SC et Al-Shabab Riyad sont les clubs les plus titrés avec deux victoires pour chacune.

## Histoire
Baptisé aussi Coupe d'élite arabe, ce challenge était un tournoi d'un seul groupe qui réunit le vainqueur et finaliste de la Coupe arabe des clubs champions avec le vainqueur et finaliste de la Coupe arabe des vainqueurs de coupe. Dès sa création en 1990 par l'Union des associations arabes de football (UAFA), elle a vue 8 éditions dont la dernière s'est jouée en 2001 à Damas.
Si l'Arabie Saoudite garde le record du pays le plus titré avec trois sacres grâce aux : Al-Shabab FC et Al-Hilal FC, le Wydad AC reste le seul club marocain victorieux de cette compétition, il est aussi le 1er club champion de cette compétition (étant vainqueur de la Coupe arabe des clubs champions 1989) en remportant la 1re édition à Casablanca devant son vice-champion qui n'est que son dauphin Al-Hilal FC (dernier vainqueur de la compétition en 2001), Al Ahly SC est aussi le seul club égyptien vainqueur de cette compétition, et il garde aussi avec le club saoudien d'Al-Shabab FC le record des titres avec deux victoires pour chacune, tandis que l'ES Tunis est le seul club qui a du remporter cette compétition pour la Tunisie (c'était en 1996), ainsi qu'au MC Oran qui est le seul club algérien vainqueur de la compétition (c'était en 1999).

## Palmarès
| Année                            | Lieu       | Champions        | Vice-champion  |
| -------------------------------- | ---------- | ---------------- | -------------- |
| 1992                             | Casablanca | Wydad AC         | Al-Hilal FC    |
| Non disputée en 1993 et en 1994. |            |                  |                |
| 1995                             | Riyad      | Al-Shabab FC     | Al-Hilal FC    |
| 1996                             | Tunis      | ES Tunis         | Al Riyad SC    |
| 1997                             | Casablanca | Al Ahly SC       | OC Khouribga   |
| 1998                             | Tunis      | Al Ahly SC (2)   | CA Tunis       |
| 1999                             | Damas      | MC Oran          | Al Jaish Damas |
| 2000                             | Amman      | Al-Shabab FC (2) | Al-Faisaly SC  |
| 2001                             | Damas      | Al-Hilal FC      | Al Nasr FC     |

## Bilan
Par club
| Club           | Champion | Vice-champion |
| -------------- | -------- | ------------- |
| Al Ahly SC     | 2        | 0             |
| Al-Shabab FC   | 2        | 0             |
| Al-Hilal FC    | 1        | 2             |
| Wydad AC       | 1        | 0             |
| ES Tunis       | 1        | 0             |
| MC Oran        | 1        | 0             |
| Al Jaish Damas | 0        | 1             |
| Al-Faisaly SC  | 0        | 1             |
| Al Riyad SC    | 0        | 1             |
| OC Khouribga   | 0        | 1             |
| CA Tunis       | 0        | 1             |
| Al Nasr FC     | 0        | 1             |

Par pays
| Pays            | Champions | Vice-champions |
| --------------- | --------- | -------------- |
| Arabie saoudite | 3         | 4              |
| Égypte          | 2         | 0              |
| Maroc           | 1         | 1              |
| Tunisie         | 1         | 1              |
| Algérie         | 1         | 0              |
| Syrie           | 0         | 1              |
| Jordanie        | 0         | 1              |

Par continent
| Continent | Champions | Vice-champions |
| --------- | --------- | -------------- |
| Afrique   | 5         | 2              |
| Asie      | 3         | 6              |